# Trofeo de Campeones de la Superliga Argentina
Il Trofeo de Campeones de la Superliga Argentina è stata una competizione calcistica organizzata dalla Superliga Argentina de Fútbol. Abolita nel 2020 insieme all'ente organizzatore, è stata rimpiazzata dal Trofeo de Campeones de la Liga Profesional, che, a partire dal 2021, mette di fronte il vincitore del campionato e quello della Copa de la Liga Profesional.

## Formato
Fondata nel 2019, metteva di fronte il club campionate d'Argentina e quello vincitore della Copa de la Superliga.
La prima edizione ha visto contrapporsi il Tigre ed il Racing Club con quest'ultimo vittorioso per 2-0.
L'edizione in programma per il 2020 è stata annullata dopo la sospensione definitiva di tutte le competizioni argentine in programma per la stagione 2019-2020 per via della pandemia di COVID-19. La coppa fu in seguito abolita per via della riforma che abolì la SAF e le relative competizioni;

## Albo d'oro
| Anno | Vincitore                             | Punteggio                             | Finalista                             | Data                                  | Stadio                                | Città                                 |
| ---- | ------------------------------------- | ------------------------------------- | ------------------------------------- | ------------------------------------- | ------------------------------------- | ------------------------------------- |
| 2019 | Racing Club                           | 2 - 0                                 | Tigre                                 | 14 dicembre 2019                      | Stadio José María Minella             | Mar del Plata                         |
| 2020 | Cancellato causa pandemia di Covid-19 | Cancellato causa pandemia di Covid-19 | Cancellato causa pandemia di Covid-19 | Cancellato causa pandemia di Covid-19 | Cancellato causa pandemia di Covid-19 | Cancellato causa pandemia di Covid-19 |